# Grundig
Grundig es una empresa alemana fabricante de equipamiento de audio, televisión y radio, surgida después de la Segunda Guerra Mundial con el nombre de Radio Vertrieb Fürth. Debe su nombre a Max Grundig (1908-1989), que en 1945 creó sus primeros aparatos de radio. Solo diez años después de haber creado la empresa, ya trabajaban más de 10 000 personas en varias fábricas. En 1955, Grundig se convierte en el mayor fabricante europeo de receptores de radio.

## Historia
En 1972 Grundig se convierte en sociedad anónima con la participación del grupo holandés Philips, que asume la dirección empresarial desde 1984 y cesa su dirección industrial en 1996. Grundig recupera su independencia en 1997 y pone en funcionamiento un amplio programa de reestructuración de la empresa.
Actualmente fabrica televisores, radios, reproductores portátiles de música, electrodomésticos, DVD y otros.
Entre sus productos, destacaron el televisor Zauberspiegel de 1952, que fue el primer televisor fabricado en serie en el mundo. En 1953, Grundig era el mayor fabricante del mundo en grabadoras y cajas de música, ya para el año 1968, Max Grundig construye la mayor y más moderna fábrica de televisores del mundo (con su propia producción de plásticos), situada en Núremberg. En 1979 se presenta un proyecto conjunto con Philips, el Video 2000, un reproductor de vídeo profesional de 1 pulgada, con 10 MHz de ancho de banda y la resolución más alta del mundo, con casete de doble pletina y capacidad de grabación de 8 horas.
En 1986 fabrica el primer televisor del mundo con tecnología de 100Hz sin destellos en la pantalla, en 1988 se presenta la segunda generación de televisores a 100Hz. Grundig contribuye al proyecto "Eureka 95", dentro de la Comunidad Europea, con el fin de desarrollar un sistema de televisión de alta definición europeo con un vídeo de 12MHz utilizando un video VHS como base y un conversor de 100Hz alta definición.
Dieciséis de las veinticuatro invenciones que forman el sistema PAL Plus (1992) pertenecen a Grundig. En 1995, presenta el "Grundig Space Fidelity", una nueva era en el sonido espacial, patentado por Grundig y galardonado con el premio EISA a la innovación tecnológica. En el año 1996 se presentan los primeros televisores de plasma denominados "Planatron" y sale al mercado el más pequeño receptor de satélite del mundo, el STR 100 microSAT que mide sólo 12x22x5 centímetros. En 1997 la empresa participa en pruebas piloto de la radio digital (DAB) siendo la primera en construir un receptor.
En el 2000 Grundig abre un nuevo campo para la televisión, con el primer grabador digital del mundo llamado "Selexx". El equipo combina las características de un receptor digital con las características de un grabador digital de video gracias a su disco duro interno. En la feria IFA de este mismo año, Grundig recibe el premio EISA al mejor equipo de audio y video, denominado "Grundig FineArts", formado por un televisor de exclusivo diseño, con DVD incorporado y un sistema de sonido inalámbrico con la innovadora radio digital DAB, con una potencia de 200W nominales por canal. En el año 2001 sale al mercado el chasis digital para televisores de tubo (CRT), "digi100", considerado hoy día el mejor chasis jamás fabricado para este tipo de televisor (lo que hizo que varias empresas de la competencia lo incorporasen en sus productos), incorporando numerosas nuevas tecnologías, como la posible actualización y reparación del software a través de un ordenador con conexión a Internet.
En la IFA de 2004 se presenta el sistema de sonido "Magic Fidelity", desarrollado y patentado por Grundig, que garantiza un rendimiento óptimo y un excelente sonido, incluso a volúmenes bajos de sonido, gracias a un sistema especial de alineamiento de los altavoces activos. En la edición de 2005 presenta el primer prototipo mundial de televisión en 3D en tiempo real, grabado en directo, transmitido en directo y sin necesidad de utilizar incómodas gafas. Ya en el año 2006, la firma presenta los primeros televisores LCD con chasis "digi200" y con "compensación de movimientos", la primera y única tecnología patentada que elimina definitivamente el problema de los paneles LCD en imágenes en movimiento.

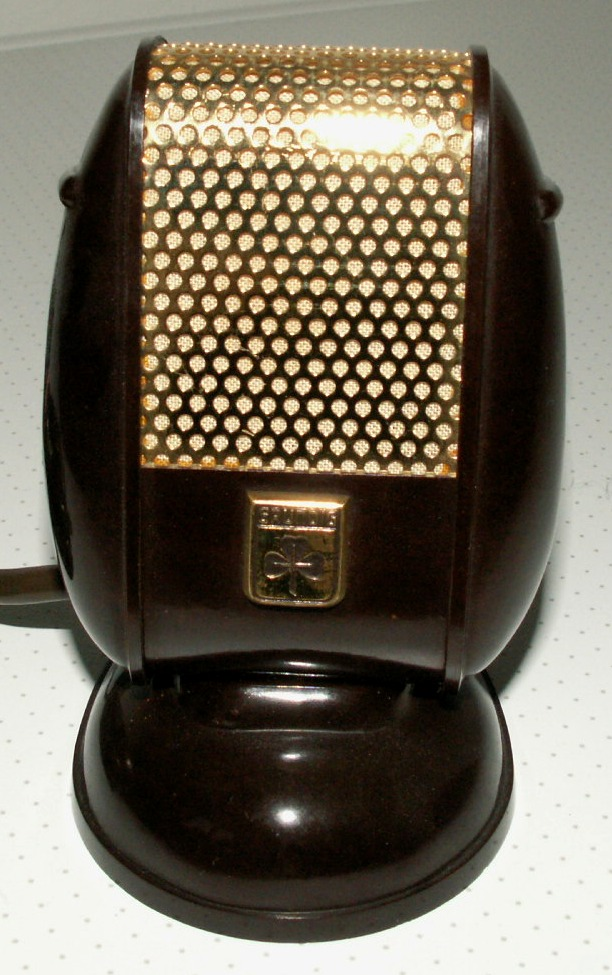
Micrófono (en 1955)
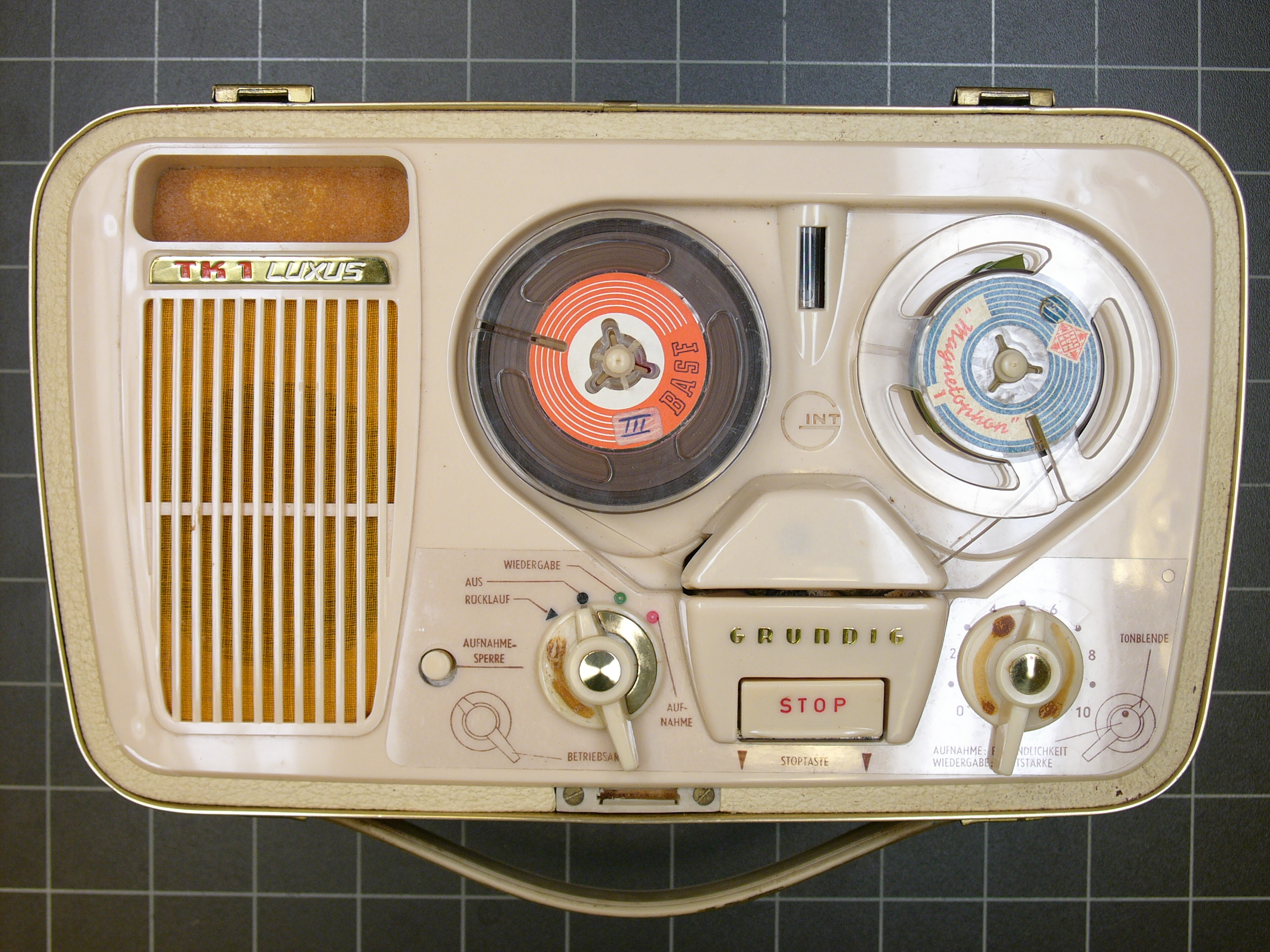
TK-1 Grabador portátil (1960)
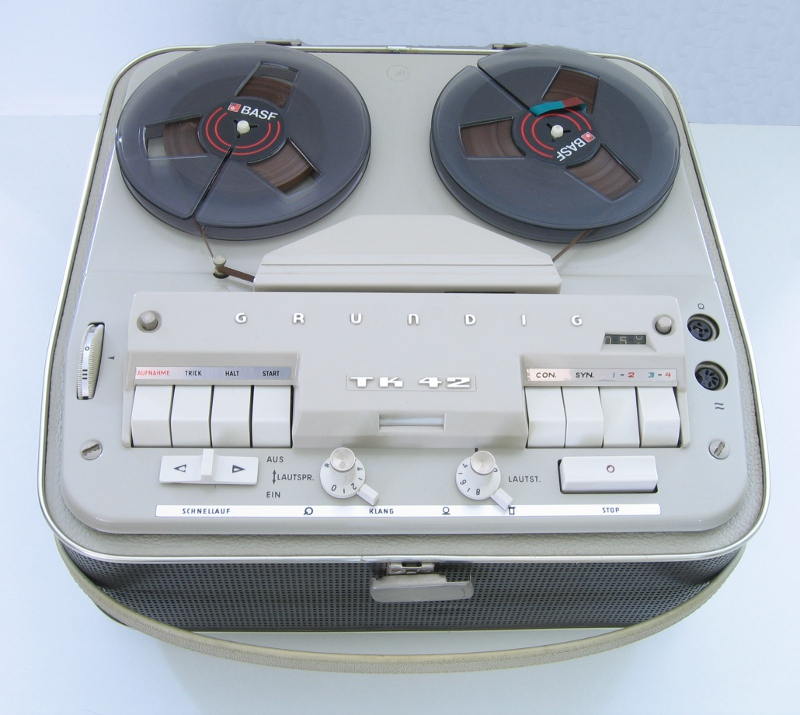
Portador de cinta de audio TK 42 (en 1962)
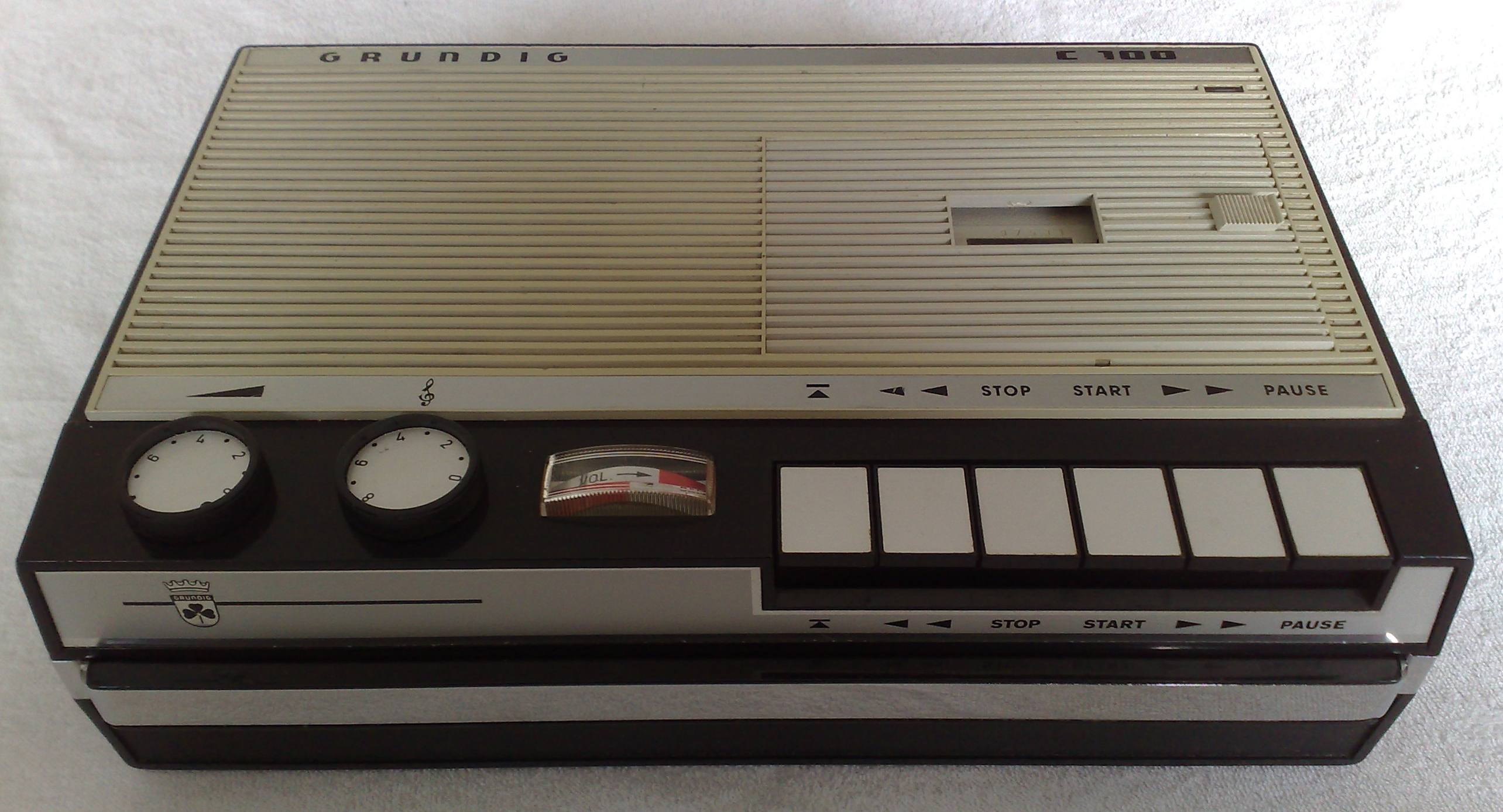
C 100 für DC-International Casettera (1965)
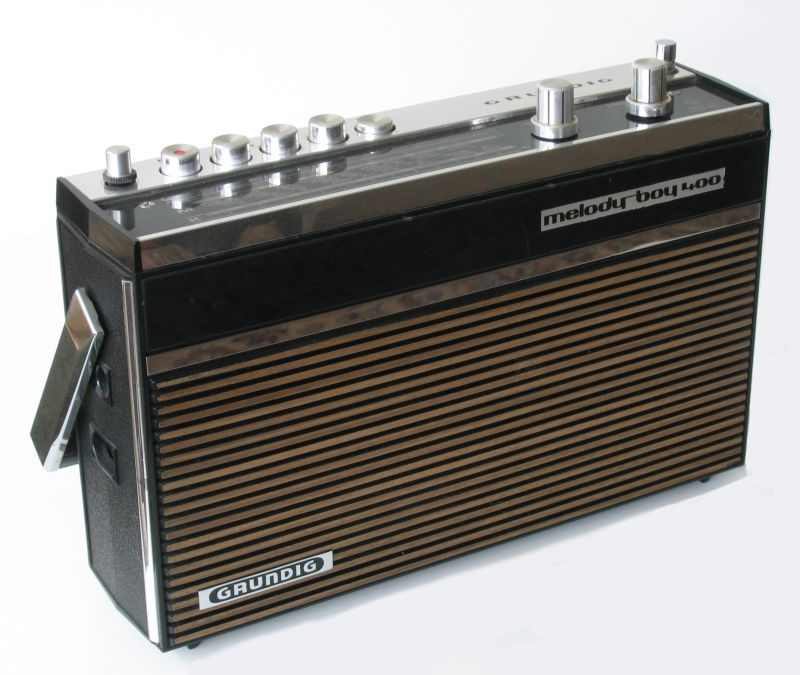
Radio portátil "melody boy 400" (en 1971)
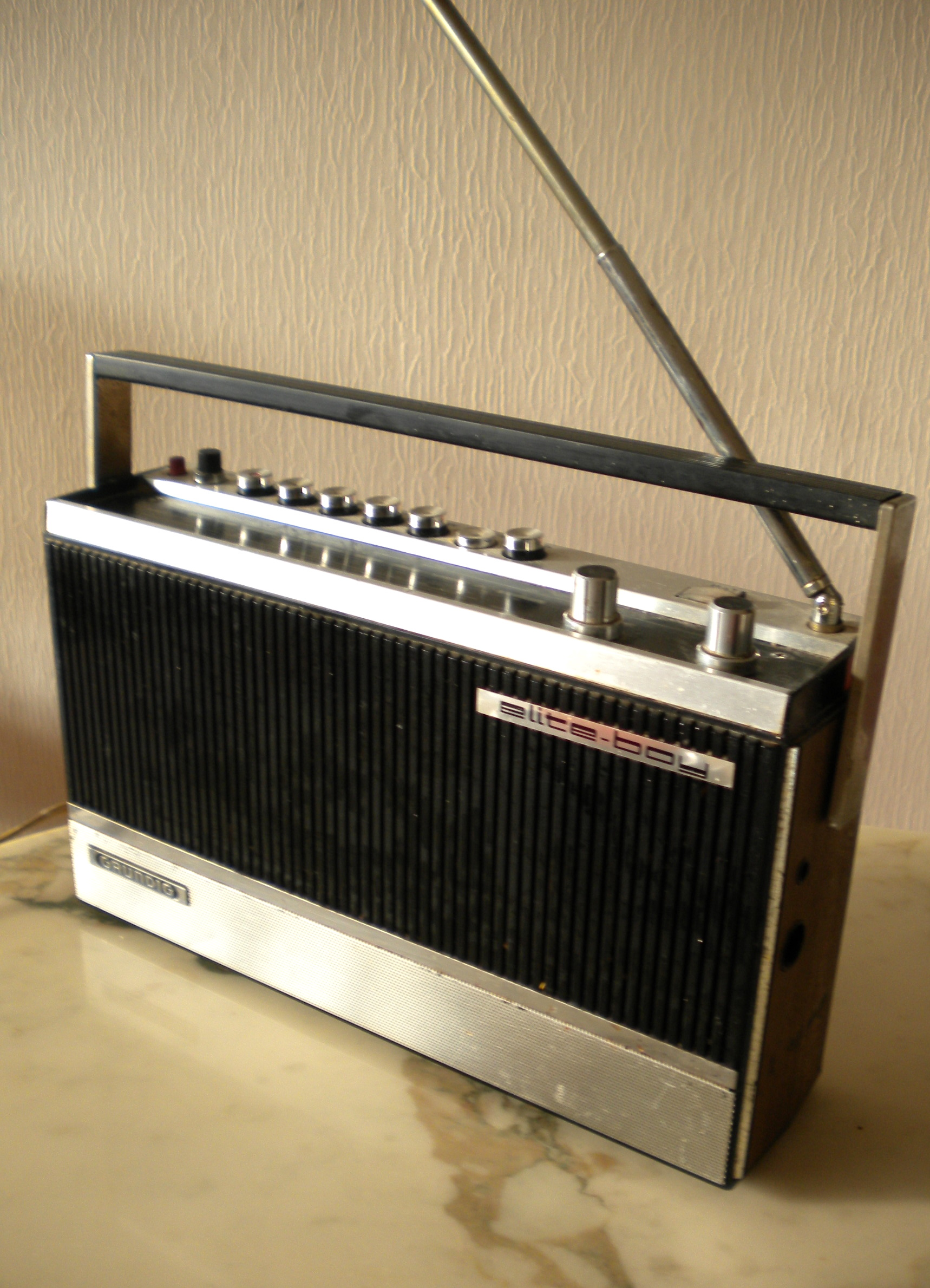
Radio portátil "elite-boy" (en 1972)
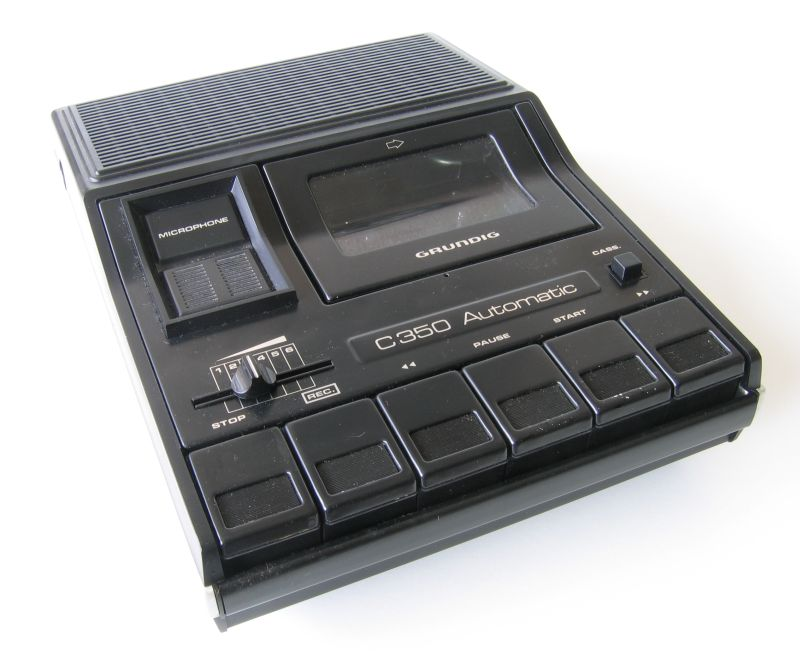
Grabador de Casete "C350 Automatic" (1979)
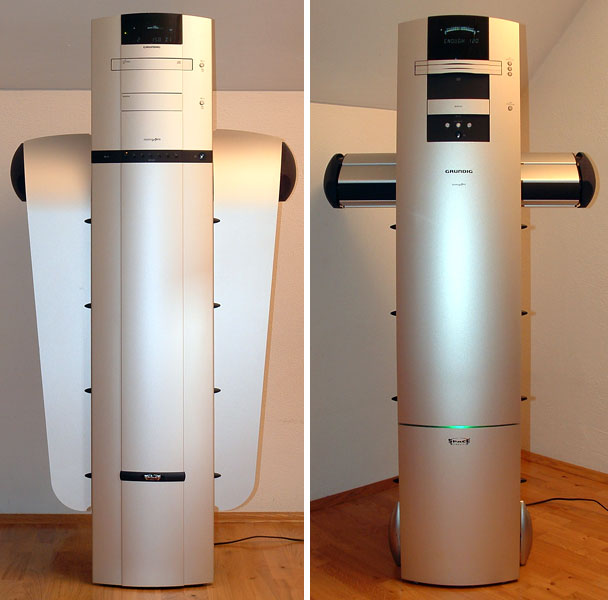
Sonido envolvente espacial de alta fidelidad PA3 (izquierda) y PA6 (derecha) (en 1995)
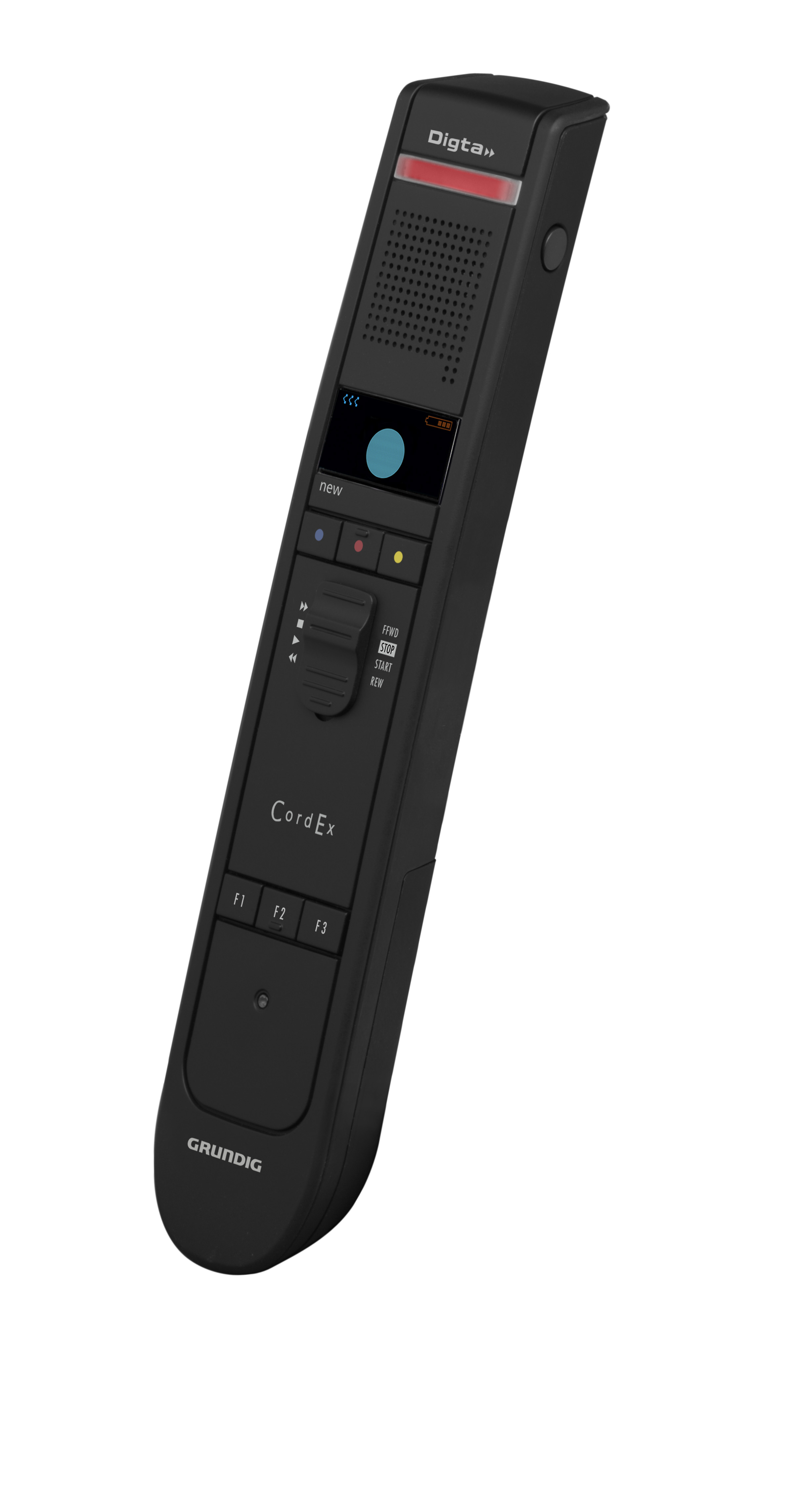
Primer grabado inalámbrico de voz USB (2009)
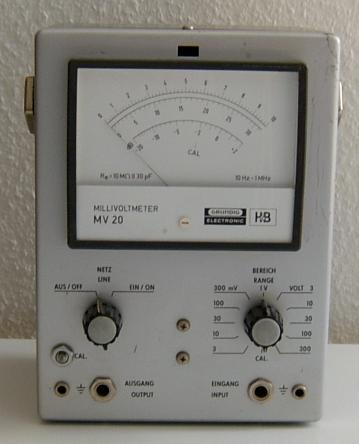
Milli voltímetro para el voltaje de CA
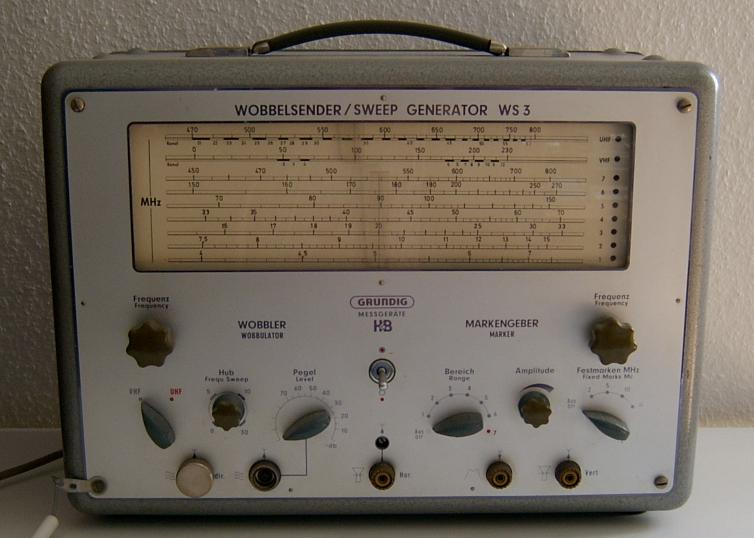
Transmisor de barrido WS 3